# Championship League 2021
Die BetVictor Championship League 2021 war ein Snooker-Einladungsturnier im Rahmen der Main-Tour-Saison 2020/21, das in acht Gruppenrunden zwischen dem 4. Januar und dem 2. April 2021 ausgetragen wurde. Austragungsort war die englische Stadt Milton Keynes.
Sieger der vorherigen Ausgabe war der Engländer Kyren Wilson. Entgegen der vorherigen Ausgabe, die den Status eines Weltranglistenturnieres hatte, war die Championship League 2021 wieder als Einladungsturnier angesetzt. Kyren Wilson erreichte erneut das Finale und verteidigte seinen Titel mit 3:2 gegen den Waliser Mark Williams.

## Preisgeld
Da es sich bei der Championship League um ein Einladungsturnier handelte, zählte das Preisgeld nicht für die Weltrangliste. Insgesamt waren maximal 205.000 £ für das Turnier ausgelobt.
| Gruppen 1–7                            | Preisgeld |
| -------------------------------------- | --------- |
| Sieger                                 | 3.000 £   |
| Finalist                               | 2.000 £   |
| Halbfinalist                           | 1.000 £   |
| Prämie pro Framegewinn (K.-o.-Phase)   | 300 £     |
| Prämie pro Framegewinn (Gruppenspiele) | 100 £     |
| Höchstes Break                         | 500 £     |

| Winners’ Group                         | Preisgeld |
| -------------------------------------- | --------- |
| Turniersieger                          | 10.000 £  |
| Finalist                               | 5.000 £   |
| Halbfinalist                           | 3.000 £   |
| Prämie pro Framegewinn (K.-o.-Phase)   | 300 £     |
| Prämie pro Framegewinn (Gruppenspiele) | 200 £     |
| Höchstes Break                         | 1.000 £   |

## Qualifikationsgruppen
In jeder der sieben Gruppen traten sieben Spieler im Round-Robin-Modus gegeneinander an. Die ersten vier Spieler jeder Gruppe qualifizierten sich für eine K.-o.-Phase, in welcher der Sieger bestimmt wurde. Nur dieser qualifiziert sich für die abschließende Winners’ Group. Die in der K.-o.-Phase unterlegenen Spieler sowie der auf Rang 5 platzierte Spieler traten in der folgenden Gruppe wieder an. Die beiden Gruppenletzten schieden aus dem Turnier aus.

### Gruppe 1
Die Spiele der ersten Gruppe fanden am 4. und 5. Januar 2021 statt. Sieger und damit erster Teilnehmer der Winners’ Group wurde der Chinese Zhou Yuelong. Thepchaiya Un-Nooh und Michael Holt schieden dagegen aus dem Turnier aus.

#### Gruppenspiele
| Spiel | Spieler 1          | Ergebnis | Spieler 2          |
| ----- | ------------------ | -------- | ------------------ |
| 1     | John Higgins       | 23:23    | Stuart Bingham     |
| 2     | Michael Holt       | 31:31    | Thepchaiya Un-Nooh |
| 3     | John Higgins       | 03:03    | Gary Wilson        |
| 4     | Zhou Yuelong       | 32:32    | Graeme Dott        |
| 5     | Stuart Bingham     | 23:23    | Michael Holt       |
| 6     | Gary Wilson        | 32:32    | Graeme Dott        |
| 7     | John Higgins       | 13:13    | Michael Holt       |
| 8     | Thepchaiya Un-Nooh | 32:32    | Zhou Yuelong       |
| 9     | Michael Holt       | 31:31    | Gary Wilson        |
| 10    | Stuart Bingham     | 03:03    | Thepchaiya Un-Nooh |
| 11    | Gary Wilson        | 23:23    | Zhou Yuelong       |
| 12    | John Higgins       | 23:23    | Graeme Dott        |

| Spiel | Spieler 1          | Ergebnis | Spieler 2          |
| ----- | ------------------ | -------- | ------------------ |
| 1     | John Higgins       | 23:23    | Stuart Bingham     |
| 2     | Michael Holt       | 31:31    | Thepchaiya Un-Nooh |
| 3     | John Higgins       | 03:03    | Gary Wilson        |
| 4     | Zhou Yuelong       | 32:32    | Graeme Dott        |
| 5     | Stuart Bingham     | 23:23    | Michael Holt       |
| 6     | Gary Wilson        | 32:32    | Graeme Dott        |
| 7     | John Higgins       | 13:13    | Michael Holt       |
| 8     | Thepchaiya Un-Nooh | 32:32    | Zhou Yuelong       |
| 9     | Michael Holt       | 31:31    | Gary Wilson        |
| 10    | Stuart Bingham     | 03:03    | Thepchaiya Un-Nooh |
| 11    | Gary Wilson        | 23:23    | Zhou Yuelong       |
| 12    | John Higgins       | 23:23    | Graeme Dott        |

| Spiel | Spieler 1          | Ergebnis | Spieler 2          |
| ----- | ------------------ | -------- | ------------------ |
| 13    | Thepchaiya Un-Nooh | 32:32    | Graeme Dott        |
| 14    | Stuart Bingham     | 32:32    | Zhou Yuelong       |
| 15    | Thepchaiya Un-Nooh | 23:23    | Gary Wilson        |
| 16    | Michael Holt       | 30:30    | Zhou Yuelong       |
| 17    | Stuart Bingham     | 23:23    | Gary Wilson        |
| 18    | Michael Holt       | 31:31    | Graeme Dott        |
| 19    | John Higgins       | 30:30    | Zhou Yuelong       |
| 20    | Stuart Bingham     | 13:13    | Graeme Dott        |
| 21    | John Higgins       | 03:03    | Thepchaiya Un-Nooh |

| Spiel | Spieler 1          | Ergebnis | Spieler 2          |
| ----- | ------------------ | -------- | ------------------ |
| 13    | Thepchaiya Un-Nooh | 32:32    | Graeme Dott        |
| 14    | Stuart Bingham     | 32:32    | Zhou Yuelong       |
| 15    | Thepchaiya Un-Nooh | 23:23    | Gary Wilson        |
| 16    | Michael Holt       | 30:30    | Zhou Yuelong       |
| 17    | Stuart Bingham     | 23:23    | Gary Wilson        |
| 18    | Michael Holt       | 31:31    | Graeme Dott        |
| 19    | John Higgins       | 30:30    | Zhou Yuelong       |
| 20    | Stuart Bingham     | 13:13    | Graeme Dott        |
| 21    | John Higgins       | 03:03    | Thepchaiya Un-Nooh |

#### Tabelle
| Pos. | Spieler            | Gegner | Gegner | Gegner | Gegner | Gegner | Gegner | Gegner | Partien | Frames | Punkte | Preisgeld NB |
| ---- | ------------------ | ------ | ------ | ------ | ------ | ------ | ------ | ------ | ------- | ------ | ------ | ------------ |
| Pos. | Spieler            | HIG    | ZHO    | BIN    | DOT    | GWI    | UNN    | HOL    | Partien | Frames | Punkte | Preisgeld NB |
| 1    | John Higgins       |        | 0:3    | 3:2    | 3:2    | 3:0    | 3:0    | 3:1    | 5:1     | 15:8   | 5      | 5000 £       |
| 2    | Zhou Yuelong       | 3:0    |        | 3:2    | 2:3    | 2:3    | 3:2    | 3:0    | 4:2     | 16:10  | 4      | 6400 £       |
| 3    | Stuart Bingham     | 2:3    | 2:3    |        | 3:1    | 3:2    | 3:0    | 3:2    | 4:2     | 16:11  | 4      | 003100 £ HB  |
| 4    | Graeme Dott        | 2:3    | 3:2    | 1:3    |        | 3:2    | 3:2    | 3:1    | 4:2     | 15:13  | 4      | 2800 £       |
| 5    | Gary Wilson        | 0:3    | 3:2    | 2:3    | 2:3    |        | 2:3    | 3:1    | 2:4     | 12:15  | 2      | 1200 £       |
| 6    | Thepchaiya Un-Nooh | 0:3    | 2:3    | 0:3    | 2:3    | 3:2    |        | 3:1    | 2:4     | 10:15  | 2      | 1000 £       |
| 7    | Michael Holt       | 1:3    | 0:3    | 2:3    | 1:3    | 1:3    | 1:3    |        | 0:6     | 6:18   | 0      | 600 £        |

|  | Qualifikation für das Halbfinale der Gruppe 1 |
|  | Qualifikation für Gruppe 2                    |

#### K.-o.-Phase
|  | Halbfinale Best of 5 Frames | Halbfinale Best of 5 Frames | Halbfinale Best of 5 Frames |  |  | Finale Best of 5 Frames | Finale Best of 5 Frames | Finale Best of 5 Frames |
|  |                             |                             |                             |  |  |                         |                         |                         |
|  |                             |                             |                             |  |  |                         |                         |                         |
|  | 1                           | John Higgins                | 3                           |  |  |                         |                         |                         |
|  | 4                           | Graeme Dott                 | 1                           |  |  |                         |                         |                         |
|  |                             |                             |                             |  |  | 1                       | John Higgins            | 2                       |
|  |                             |                             |                             |  |  | 2                       | Zhou Yuelong            | 3                       |
|  | 3                           | Stuart Bingham              | 0                           |  |  |                         |                         |                         |
|  | 2                           | Zhou Yuelong                | 3                           |  |  |                         |                         |                         |
|  |                             |                             |                             |  |  |                         |                         |                         |

### Gruppe 2
Die Spiele der Gruppe 2 wurden am 6. und 7. Januar 2021 ausgetragen. Den Platz in der Winners’ Group sicherte sich im zweiten Anlauf Graeme Dott. Gary Wilson und Stuart Bingham schieden endgültig aus.

#### Gruppenspiele
| Spiel | Spieler 1       | Ergebnis | Spieler 2       |
| ----- | --------------- | -------- | --------------- |
| 1     | Kyren Wilson    | 31:31    | Matthew Selt    |
| 2     | Gary Wilson     | 31:31    | Matthew Selt    |
| 3     | Kyren Wilson    | 30:30    | Graeme Dott     |
| 4     | John Higgins    | 23:23    | Stuart Bingham  |
| 5     | Matthew Selt    | 31:31    | Scott Donaldson |
| 6     | John Higgins    | 23:23    | Graeme Dott     |
| 7     | Kyren Wilson    | 13:13    | Scott Donaldson |
| 8     | Stuart Bingham  | 31:31    | Gary Wilson     |
| 9     | Graeme Dott     | 31:31    | Matthew Selt    |
| 10    | Scott Donaldson | 03:03    | Gary Wilson     |
| 11    | Stuart Bingham  | 32:32    | Graeme Dott     |
| 12    | Kyren Wilson    | 32:32    | John Higgins    |

| Spiel | Spieler 1       | Ergebnis | Spieler 2       |
| ----- | --------------- | -------- | --------------- |
| 1     | Kyren Wilson    | 31:31    | Matthew Selt    |
| 2     | Gary Wilson     | 31:31    | Matthew Selt    |
| 3     | Kyren Wilson    | 30:30    | Graeme Dott     |
| 4     | John Higgins    | 23:23    | Stuart Bingham  |
| 5     | Matthew Selt    | 31:31    | Scott Donaldson |
| 6     | John Higgins    | 23:23    | Graeme Dott     |
| 7     | Kyren Wilson    | 13:13    | Scott Donaldson |
| 8     | Stuart Bingham  | 31:31    | Gary Wilson     |
| 9     | Graeme Dott     | 31:31    | Matthew Selt    |
| 10    | Scott Donaldson | 03:03    | Gary Wilson     |
| 11    | Stuart Bingham  | 32:32    | Graeme Dott     |
| 12    | Kyren Wilson    | 32:32    | John Higgins    |

| Spiel | Spieler 1       | Ergebnis | Spieler 2       |
| ----- | --------------- | -------- | --------------- |
| 13    | John Higgins    | 13:13    | Gary Wilson     |
| 14    | Stuart Bingham  | 31:31    | Scott Donaldson |
| 15    | Gary Wilson     | 31:31    | Graeme Dott     |
| 16    | Stuart Bingham  | 13:13    | Matthew Selt    |
| 17    | Scott Donaldson | 23:23    | Graeme Dott     |
| 18    | John Higgins    | 30:30    | Matthew Selt    |
| 19    | Kyren Wilson    | 23:23    | Stuart Bingham  |
| 20    | John Higgins    | 13:13    | Scott Donaldson |
| 21    | Kyren Wilson    | 32:32    | Gary Wilson     |

| Spiel | Spieler 1       | Ergebnis | Spieler 2       |
| ----- | --------------- | -------- | --------------- |
| 13    | John Higgins    | 13:13    | Gary Wilson     |
| 14    | Stuart Bingham  | 31:31    | Scott Donaldson |
| 15    | Gary Wilson     | 31:31    | Graeme Dott     |
| 16    | Stuart Bingham  | 13:13    | Matthew Selt    |
| 17    | Scott Donaldson | 23:23    | Graeme Dott     |
| 18    | John Higgins    | 30:30    | Matthew Selt    |
| 19    | Kyren Wilson    | 23:23    | Stuart Bingham  |
| 20    | John Higgins    | 13:13    | Scott Donaldson |
| 21    | Kyren Wilson    | 32:32    | Gary Wilson     |

#### Tabelle
| Pos. | Spieler         | Gegner | Gegner | Gegner | Gegner | Gegner | Gegner | Gegner | Partien | Frames | Punkte | Preisgeld NB |
| ---- | --------------- | ------ | ------ | ------ | ------ | ------ | ------ | ------ | ------- | ------ | ------ | ------------ |
| Pos. | Spieler         | HIG    | SLT    | DON    | DOT    | KWI    | GWI    | BIN    | Partien | Frames | Punkte | Preisgeld NB |
| 1    | John Higgins    |        | 0:3    | 3:1    | 3:2    | 3:2    | 3:1    | 3:2    | 5:1     | 15:11  | 5      | 3100 £       |
| 2    | Matthew Selt    | 3:0    |        | 1:3    | 3:1    | 3:1    | 3:1    | 1:3    | 4:2     | 14:9   | 4      | 2400 £       |
| 3    | Scott Donaldson | 1:3    | 3:1    |        | 3:2    | 1:3    | 3:0    | 3:1    | 4:2     | 14:10  | 4      | 4600 £       |
| 4    | Graeme Dott     | 2:3    | 1:3    | 2:3    |        | 3:0    | 3:1    | 3:2    | 3:3     | 14:12  | 3      | 6200 £       |
| 5    | Kyren Wilson    | 2:3    | 1:3    | 3:1    | 0:3    |        | 2:3    | 3:2    | 2:4     | 11:15  | 2      | 1100 £       |
| 6    | Gary Wilson     | 1:3    | 1:3    | 0:3    | 1:3    | 3:2    |        | 3:1    | 2:4     | 9:15   | 2      | 001400 £ HB  |
| 7    | Stuart Bingham  | 2:3    | 3:1    | 1:3    | 2:3    | 2:3    | 1:3    |        | 1:5     | 11:16  | 1      | 1100 £       |

|  | Qualifikation für das Halbfinale der Gruppe 2 |
|  | Qualifikation für Gruppe 3                    |

#### K.-o.-Phase
|  | Halbfinale Best of 5 Frames | Halbfinale Best of 5 Frames | Halbfinale Best of 5 Frames |  |  | Finale Best of 5 Frames | Finale Best of 5 Frames | Finale Best of 5 Frames |
|  |                             |                             |                             |  |  |                         |                         |                         |
|  |                             |                             |                             |  |  |                         |                         |                         |
|  | 1                           | John Higgins                | 2                           |  |  |                         |                         |                         |
|  | 4                           | Graeme Dott                 | 3                           |  |  |                         |                         |                         |
|  |                             |                             |                             |  |  | 4                       | Graeme Dott             | 3                       |
|  |                             |                             |                             |  |  | 3                       | Scott Donaldson         | 1                       |
|  | 2                           | Matthew Selt                | 0                           |  |  |                         |                         |                         |
|  | 3                           | Scott Donaldson             | 3                           |  |  |                         |                         |                         |
|  |                             |                             |                             |  |  |                         |                         |                         |

### Gruppe 3
Die Spiele der Gruppe 3 wurden am 8. und 9. Januar 2021 ausgetragen. John Higgins setzte sich zum dritten Mal als Gruppensieger durch und schaffte im dritten Anlauf auch den Finalsieg und damit die Qualifikation für die Winners’ Group. Scott Donaldson und Matthew Selt schieden als Gruppenletzte aus.

#### Gruppenspiele
| Spiel | Spieler 1       | Ergebnis | Spieler 2       |
| ----- | --------------- | -------- | --------------- |
| 1     | Mark Selby      | 13:13    | Zhao Xintong    |
| 2     | Kyren Wilson    | 13:13    | Tom Ford        |
| 3     | John Higgins    | 32:32    | Zhao Xintong    |
| 4     | Scott Donaldson | 03:03    | Matthew Selt    |
| 5     | Mark Selby      | 30:30    | Tom Ford        |
| 6     | John Higgins    | 13:13    | Scott Donaldson |
| 7     | Tom Ford        | 23:23    | Zhao Xintong    |
| 8     | Kyren Wilson    | 23:23    | Matthew Selt    |
| 9     | John Higgins    | 23:23    | Tom Ford        |
| 10    | Mark Selby      | 03:03    | Kyren Wilson    |
| 11    | John Higgins    | 03:03    | Matthew Selt    |
| 12    | Scott Donaldson | 32:32    | Zhao Xintong    |

| Spiel | Spieler 1       | Ergebnis | Spieler 2       |
| ----- | --------------- | -------- | --------------- |
| 1     | Mark Selby      | 13:13    | Zhao Xintong    |
| 2     | Kyren Wilson    | 13:13    | Tom Ford        |
| 3     | John Higgins    | 32:32    | Zhao Xintong    |
| 4     | Scott Donaldson | 03:03    | Matthew Selt    |
| 5     | Mark Selby      | 30:30    | Tom Ford        |
| 6     | John Higgins    | 13:13    | Scott Donaldson |
| 7     | Tom Ford        | 23:23    | Zhao Xintong    |
| 8     | Kyren Wilson    | 23:23    | Matthew Selt    |
| 9     | John Higgins    | 23:23    | Tom Ford        |
| 10    | Mark Selby      | 03:03    | Kyren Wilson    |
| 11    | John Higgins    | 03:03    | Matthew Selt    |
| 12    | Scott Donaldson | 32:32    | Zhao Xintong    |

| Spiel | Spieler 1       | Ergebnis | Spieler 2       |
| ----- | --------------- | -------- | --------------- |
| 13    | Kyren Wilson    | 23:23    | Scott Donaldson |
| 14    | Mark Selby      | 30:30    | Matthew Selt    |
| 15    | Kyren Wilson    | 31:31    | John Higgins    |
| 16    | Matthew Selt    | 03:03    | Tom Ford        |
| 17    | Mark Selby      | 23:23    | John Higgins    |
| 18    | Scott Donaldson | 31:31    | Tom Ford        |
| 19    | Matthew Selt    | 32:32    | Zhao Xintong    |
| 20    | Mark Selby      | 32:32    | Scott Donaldson |
| 21    | Kyren Wilson    | 13:13    | Zhao Xintong    |

| Spiel | Spieler 1       | Ergebnis | Spieler 2       |
| ----- | --------------- | -------- | --------------- |
| 13    | Kyren Wilson    | 23:23    | Scott Donaldson |
| 14    | Mark Selby      | 30:30    | Matthew Selt    |
| 15    | Kyren Wilson    | 31:31    | John Higgins    |
| 16    | Matthew Selt    | 03:03    | Tom Ford        |
| 17    | Mark Selby      | 23:23    | John Higgins    |
| 18    | Scott Donaldson | 31:31    | Tom Ford        |
| 19    | Matthew Selt    | 32:32    | Zhao Xintong    |
| 20    | Mark Selby      | 32:32    | Scott Donaldson |
| 21    | Kyren Wilson    | 13:13    | Zhao Xintong    |

#### Tabelle
| Pos. | Spieler         | Gegner | Gegner | Gegner | Gegner | Gegner | Gegner | Gegner | Partien | Frames | Punkte | Preisgeld NB |
| ---- | --------------- | ------ | ------ | ------ | ------ | ------ | ------ | ------ | ------- | ------ | ------ | ------------ |
| Pos. | Spieler         | HIG    | KWI    | ZHA    | FOR    | SLB    | DON    | SLT    | Partien | Frames | Punkte | Preisgeld NB |
| 1    | John Higgins    |        | 3:1    | 2:3    | 3:2    | 2:3    | 3:1    | 3:0    | 4:2     | 16:10  | 4      | 6400 £       |
| 2    | Kyren Wilson    | 1:3    |        | 3:1    | 3:1    | 0:3    | 3:2    | 3:2    | 4:2     | 13:12  | 4      | 4200 £       |
| 3    | Zhao Xintong    | 3:2    | 1:3    |        | 2:3    | 1:3    | 3:2    | 3:2    | 3:3     | 13:15  | 3      | 003100 £ HB  |
| 4    | Tom Ford        | 2:3    | 1:3    | 3:2    |        | 3:0    | 3:1    | 0:3    | 3:3     | 12:12  | 3      | 2800 £       |
| 5    | Mark Selby      | 3:2    | 3:0    | 3:1    | 0:3    |        | 2:3    | 0:3    | 3:3     | 11:12  | 3      | 1100 £       |
| 6    | Scott Donaldson | 1:3    | 2:3    | 2:3    | 1:3    | 3:2    |        | 3:0    | 2:4     | 12:14  | 2      | 1200 £       |
| 7    | Matthew Selt    | 0:3    | 2:3    | 2:3    | 3:0    | 3:0    | 0:3    |        | 2:4     | 10:12  | 2      | 1000 £       |

|  | Qualifikation für das Halbfinale der Gruppe 3 |
|  | Qualifikation für Gruppe 4                    |

#### K.-o.-Phase
|  | Halbfinale Best of 5 Frames | Halbfinale Best of 5 Frames | Halbfinale Best of 5 Frames |  |  | Finale Best of 5 Frames | Finale Best of 5 Frames | Finale Best of 5 Frames |
|  |                             |                             |                             |  |  |                         |                         |                         |
|  |                             |                             |                             |  |  |                         |                         |                         |
|  | 1                           | John Higgins                | 3                           |  |  |                         |                         |                         |
|  | 4                           | Tom Ford                    | 2                           |  |  |                         |                         |                         |
|  |                             |                             |                             |  |  | 1                       | John Higgins            | 3                       |
|  |                             |                             |                             |  |  | 2                       | Kyren Wilson            | 0                       |
|  | 2                           | Kyren Wilson                | 3                           |  |  |                         |                         |                         |
|  | 3                           | Zhao Xintong                | 1                           |  |  |                         |                         |                         |
|  |                             |                             |                             |  |  |                         |                         |                         |

### Gruppe 4
Die Spiele der Gruppe 4 wurden am 8. und 9. Februar 2021 ausgetragen. Erst im letzten Gruppenspiel übernahm Judd Trump mit einem 3:0 gegen Mark Selby Platz 1. Im Play-off-Finale trafen sie wieder aufeinander, Trump wiederholte das Ergebnis und zog in die Winners’ Group ein. Tom Ford und Jack Lisowski schieden aus dem Turnier aus.

#### Gruppenspiele
| Spiel | Spieler 1     | Ergebnis | Spieler 2     |
| ----- | ------------- | -------- | ------------- |
| 1     | Judd Trump    | 03:03    | Mark Williams |
| 2     | Mark Selby    | 13:13    | Jack Lisowski |
| 3     | Judd Trump    | 23:23    | Tom Ford      |
| 4     | Kyren Wilson  | 13:13    | Barry Hawkins |
| 5     | Jack Lisowski | 31:31    | Mark Williams |
| 6     | Kyren Wilson  | 32:32    | Tom Ford      |
| 7     | Judd Trump    | 32:32    | Jack Lisowski |
| 8     | Mark Selby    | 30:30    | Barry Hawkins |
| 9     | Jack Lisowski | 30:30    | Tom Ford      |
| 10    | Mark Selby    | 23:23    | Mark Williams |
| 11    | Barry Hawkins | 23:23    | Tom Ford      |
| 12    | Judd Trump    | 31:31    | Kyren Wilson  |

| Spiel | Spieler 1     | Ergebnis | Spieler 2     |
| ----- | ------------- | -------- | ------------- |
| 1     | Judd Trump    | 03:03    | Mark Williams |
| 2     | Mark Selby    | 13:13    | Jack Lisowski |
| 3     | Judd Trump    | 23:23    | Tom Ford      |
| 4     | Kyren Wilson  | 13:13    | Barry Hawkins |
| 5     | Jack Lisowski | 31:31    | Mark Williams |
| 6     | Kyren Wilson  | 32:32    | Tom Ford      |
| 7     | Judd Trump    | 32:32    | Jack Lisowski |
| 8     | Mark Selby    | 30:30    | Barry Hawkins |
| 9     | Jack Lisowski | 30:30    | Tom Ford      |
| 10    | Mark Selby    | 23:23    | Mark Williams |
| 11    | Barry Hawkins | 23:23    | Tom Ford      |
| 12    | Judd Trump    | 31:31    | Kyren Wilson  |

| Spiel | Spieler 1     | Ergebnis | Spieler 2     |
| ----- | ------------- | -------- | ------------- |
| 13    | Mark Selby    | 03:03    | Kyren Wilson  |
| 14    | Mark Williams | 31:31    | Barry Hawkins |
| 15    | Mark Selby    | 13:13    | Tom Ford      |
| 16    | Jack Lisowski | 13:13    | Barry Hawkins |
| 17    | Mark Williams | 23:23    | Tom Ford      |
| 18    | Kyren Wilson  | 03:03    | Jack Lisowski |
| 19    | Judd Trump    | 03:03    | Barry Hawkins |
| 20    | Mark Williams | 03:03    | Kyren Wilson  |
| 21    | Judd Trump    | 03:03    | Mark Selby    |

| Spiel | Spieler 1     | Ergebnis | Spieler 2     |
| ----- | ------------- | -------- | ------------- |
| 13    | Mark Selby    | 03:03    | Kyren Wilson  |
| 14    | Mark Williams | 31:31    | Barry Hawkins |
| 15    | Mark Selby    | 13:13    | Tom Ford      |
| 16    | Jack Lisowski | 13:13    | Barry Hawkins |
| 17    | Mark Williams | 23:23    | Tom Ford      |
| 18    | Kyren Wilson  | 03:03    | Jack Lisowski |
| 19    | Judd Trump    | 03:03    | Barry Hawkins |
| 20    | Mark Williams | 03:03    | Kyren Wilson  |
| 21    | Judd Trump    | 03:03    | Mark Selby    |

#### Tabelle
| Pos. | Spieler       | Gegner | Gegner | Gegner | Gegner | Gegner | Gegner | Gegner | Partien | Frames | Punkte | Preisgeld NB |
| ---- | ------------- | ------ | ------ | ------ | ------ | ------ | ------ | ------ | ------- | ------ | ------ | ------------ |
| Pos. | Spieler       | TRU    | SEL    | KWI    | MWI    | HAW    | FOR    | LIS    | Partien | Frames | Punkte | Preisgeld NB |
| 1    | Judd Trump    |        | 3:0    | 3:0    | 1:3    | 3:0    | 3:2    | 2:3    | 4:2     | 15:8   | 4      | 6300 £       |
| 2    | Mark Selby    | 0:3    |        | 3:2    | 3:0    | 0:3    | 3:1    | 3:1    | 4:2     | 12:10  | 4      | 4100 £       |
| 3    | Mark Williams | 0:3    | 2:3    |        | 3:0    | 1:3    | 3:2    | 3:1    | 3:3     | 12:12  | 3      | 2800 £       |
| 4    | Kyren Wilson  | 3:1    | 0:3    | 0:3    |        | 3:1    | 2:3    | 3:0    | 3:3     | 11:11  | 3      | 2700 £       |
| 5    | Barry Hawkins | 0:3    | 3:0    | 3:1    | 1:3    |        | 3:2    | 3:1    | 3:3     | 11:12  | 3      | 1100 £       |
| 6    | Tom Ford      | 2:3    | 1:3    | 2:3    | 3:2    | 2:3    |        | 3:0    | 2:4     | 13:14  | 2      | 001800 £ HB  |
| 7    | Jack Lisowski | 3:2    | 1:3    | 1:3    | 0:3    | 1:3    | 0:3    |        | 2:4     | 8:15   | 2      | 00800 £      |

|  | Qualifikation für das Halbfinale der Gruppe 4 |
|  | Qualifikation für Gruppe 5                    |

#### K.-o.-Phase
|  | Halbfinale Best of 5 Frames | Halbfinale Best of 5 Frames | Halbfinale Best of 5 Frames |  |  | Finale Best of 5 Frames | Finale Best of 5 Frames | Finale Best of 5 Frames |
|  |                             |                             |                             |  |  |                         |                         |                         |
|  |                             |                             |                             |  |  |                         |                         |                         |
|  | 1                           | Judd Trump                  | 3                           |  |  |                         |                         |                         |
|  | 4                           | Kyren Wilson                | 2                           |  |  |                         |                         |                         |
|  |                             |                             |                             |  |  | 1                       | Judd Trump              | 3                       |
|  |                             |                             |                             |  |  | 2                       | Mark Selby              | 0                       |
|  | 2                           | Mark Selby                  | 3                           |  |  |                         |                         |                         |
|  | 3                           | Mark Williams               | 2                           |  |  |                         |                         |                         |
|  |                             |                             |                             |  |  |                         |                         |                         |

### Gruppe 5
Die Spiele der Gruppe 5 wurden am 10. und 11. Februar 2021 ausgetragen. Kyren Wilson schaltete im Halbfinale den favorisierten Ronnie O’Sullivan aus und holte sich anschließend auch den Platz in der Winners’ Group.

#### Gruppenspiele
| Spiel | Spieler 1         | Ergebnis | Spieler 2     |
| ----- | ----------------- | -------- | ------------- |
| 1     | Ronnie O’Sullivan | 03:03    | Joe Perry     |
| 2     | Barry Hawkins     | 31:31    | Ali Carter    |
| 3     | Ronnie O’Sullivan | 03:03    | Kyren Wilson  |
| 4     | Mark Selby        | 32:32    | Mark Williams |
| 5     | Joe Perry         | 32:32    | Ali Carter    |
| 6     | Mark Selby        | 32:32    | Kyren Wilson  |
| 7     | Mark Williams     | 13:13    | Barry Hawkins |
| 8     | Ronnie O’Sullivan | 13:13    | Ali Carter    |
| 9     | Barry Hawkins     | 31:31    | Joe Perry     |
| 10    | Kyren Wilson      | 31:31    | Ali Carter    |
| 11    | Ronnie O’Sullivan | 13:13    | Mark Selby    |
| 12    | Kyren Wilson      | 23:23    | Mark Williams |

| Spiel | Spieler 1         | Ergebnis | Spieler 2     |
| ----- | ----------------- | -------- | ------------- |
| 1     | Ronnie O’Sullivan | 03:03    | Joe Perry     |
| 2     | Barry Hawkins     | 31:31    | Ali Carter    |
| 3     | Ronnie O’Sullivan | 03:03    | Kyren Wilson  |
| 4     | Mark Selby        | 32:32    | Mark Williams |
| 5     | Joe Perry         | 32:32    | Ali Carter    |
| 6     | Mark Selby        | 32:32    | Kyren Wilson  |
| 7     | Mark Williams     | 13:13    | Barry Hawkins |
| 8     | Ronnie O’Sullivan | 13:13    | Ali Carter    |
| 9     | Barry Hawkins     | 31:31    | Joe Perry     |
| 10    | Kyren Wilson      | 31:31    | Ali Carter    |
| 11    | Ronnie O’Sullivan | 13:13    | Mark Selby    |
| 12    | Kyren Wilson      | 23:23    | Mark Williams |

| Spiel | Spieler 1         | Ergebnis | Spieler 2     |
| ----- | ----------------- | -------- | ------------- |
| 13    | Mark Selby        | 32:32    | Barry Hawkins |
| 14    | Mark Williams     | 30:30    | Joe Perry     |
| 15    | Kyren Wilson      | 13:13    | Barry Hawkins |
| 16    | Mark Williams     | 31:31    | Ali Carter    |
| 17    | Kyren Wilson      | 23:23    | Joe Perry     |
| 18    | Mark Selby        | 30:30    | Ali Carter    |
| 19    | Ronnie O’Sullivan | 31:31    | Mark Williams |
| 20    | Mark Selby        | 13:13    | Joe Perry     |
| 21    | Ronnie O’Sullivan | 31:31    | Barry Hawkins |

| Spiel | Spieler 1         | Ergebnis | Spieler 2     |
| ----- | ----------------- | -------- | ------------- |
| 13    | Mark Selby        | 32:32    | Barry Hawkins |
| 14    | Mark Williams     | 30:30    | Joe Perry     |
| 15    | Kyren Wilson      | 13:13    | Barry Hawkins |
| 16    | Mark Williams     | 31:31    | Ali Carter    |
| 17    | Kyren Wilson      | 23:23    | Joe Perry     |
| 18    | Mark Selby        | 30:30    | Ali Carter    |
| 19    | Ronnie O’Sullivan | 31:31    | Mark Williams |
| 20    | Mark Selby        | 13:13    | Joe Perry     |
| 21    | Ronnie O’Sullivan | 31:31    | Barry Hawkins |

#### Tabelle
| Pos. | Spieler           | Gegner | Gegner | Gegner | Gegner | Gegner | Gegner | Gegner | Partien | Frames | Punkte | Preisgeld NB |
| ---- | ----------------- | ------ | ------ | ------ | ------ | ------ | ------ | ------ | ------- | ------ | ------ | ------------ |
| Pos. | Spieler           | CAR    | OSU    | KWI    | MWI    | PER    | HAW    | SEL    | Partien | Frames | Punkte | Preisgeld NB |
| 1    | Ali Carter        |        | 1:3    | 3:1    | 3:1    | 3:2    | 3:1    | 3:0    | 5:1     | 16:8   | 5      | 2900 £       |
| 2    | Ronnie O’Sullivan | 3:1    |        | 3:0    | 1:3    | 3:0    | 1:3    | 3:1    | 4:2     | 14:8   | 4      | 3000 £       |
| 3    | Kyren Wilson      | 1:3    | 0:3    |        | 3:2    | 3:2    | 3:1    | 3:2    | 4:2     | 13:13  | 4      | 6100 £       |
| 4    | Mark Williams     | 1:3    | 3:1    | 2:3    |        | 0:3    | 3:1    | 3:2    | 3:3     | 12:13  | 3      | 4700 £       |
| 5    | Joe Perry         | 2:3    | 0:3    | 2:3    | 3:0    |        | 3:1    | 1:3    | 2:4     | 11:13  | 2      | 1200 £       |
| 6    | Barry Hawkins     | 1:3    | 3:1    | 1:3    | 1:3    | 1:3    |        | 3:2    | 2:4     | 10:15  | 2      | 1000 £       |
| 7    | Mark Selby        | 0:3    | 1:3    | 2:3    | 2:3    | 3:1    | 2:3    |        | 1:5     | 10:16  | 1      | 001500 £ HB  |

|  | Qualifikation für das Halbfinale der Gruppe 5 |
|  | Qualifikation für Gruppe 6                    |

#### K.-o.-Phase
|  | Halbfinale Best of 5 Frames | Halbfinale Best of 5 Frames | Halbfinale Best of 5 Frames |  |  | Finale Best of 5 Frames | Finale Best of 5 Frames | Finale Best of 5 Frames |
|  |                             |                             |                             |  |  |                         |                         |                         |
|  |                             |                             |                             |  |  |                         |                         |                         |
|  | 1                           | Ali Carter                  | 1                           |  |  |                         |                         |                         |
|  | 4                           | Mark Williams               | 3                           |  |  |                         |                         |                         |
|  |                             |                             |                             |  |  | 4                       | Mark Williams           | 2                       |
|  |                             |                             |                             |  |  | 3                       | Kyren Wilson            | 3                       |
|  | 2                           | Ronnie O’Sullivan           | 2                           |  |  |                         |                         |                         |
|  | 3                           | Kyren Wilson                | 3                           |  |  |                         |                         |                         |
|  |                             |                             |                             |  |  |                         |                         |                         |

### Gruppe 6
Die Spiele der Gruppe 6 wurden am 12. und 13. Februar 2021 ausgetragen. Ali Carter gewann die Gruppenphase und revanchierte sich im Play-off-Finale gegen Anthony McGill für seine einzige Niederlage mit einem 3:2-Sieg, der ihn zum 6. Teilnehmer der Winners’ Group machte.

#### Gruppenspiele
| Spiel | Spieler 1      | Ergebnis | Spieler 2      |
| ----- | -------------- | -------- | -------------- |
| 1     | David Gilbert  | 03:03    | Liang Wenbo    |
| 2     | Anthony McGill | 23:23    | Joe Perry      |
| 3     | Liang Wenbo    | 32:32    | Li Hang        |
| 4     | Mark Williams  | 30:30    | Ali Carter     |
| 5     | David Gilbert  | 32:32    | Anthony McGill |
| 6     | Mark Williams  | 23:23    | Li Hang        |
| 7     | Anthony McGill | 31:31    | Liang Wenbo    |
| 8     | Joe Perry      | 30:30    | Ali Carter     |
| 9     | Anthony McGill | 13:13    | Li Hang        |
| 10    | David Gilbert  | 23:23    | Joe Perry      |
| 11    | Ali Carter     | 13:13    | Li Hang        |
| 12    | Mark Williams  | 23:23    | Liang Wenbo    |

| Spiel | Spieler 1      | Ergebnis | Spieler 2      |
| ----- | -------------- | -------- | -------------- |
| 1     | David Gilbert  | 03:03    | Liang Wenbo    |
| 2     | Anthony McGill | 23:23    | Joe Perry      |
| 3     | Liang Wenbo    | 32:32    | Li Hang        |
| 4     | Mark Williams  | 30:30    | Ali Carter     |
| 5     | David Gilbert  | 32:32    | Anthony McGill |
| 6     | Mark Williams  | 23:23    | Li Hang        |
| 7     | Anthony McGill | 31:31    | Liang Wenbo    |
| 8     | Joe Perry      | 30:30    | Ali Carter     |
| 9     | Anthony McGill | 13:13    | Li Hang        |
| 10    | David Gilbert  | 23:23    | Joe Perry      |
| 11    | Ali Carter     | 13:13    | Li Hang        |
| 12    | Mark Williams  | 23:23    | Liang Wenbo    |

| Spiel | Spieler 1      | Ergebnis | Spieler 2      |
| ----- | -------------- | -------- | -------------- |
| 13    | Mark Williams  | 30:30    | Joe Perry      |
| 14    | David Gilbert  | 30:30    | Ali Carter     |
| 15    | Joe Perry      | 13:13    | Li Hang        |
| 16    | Anthony McGill | 23:23    | Ali Carter     |
| 17    | David Gilbert  | 23:23    | Li Hang        |
| 18    | Mark Williams  | 32:32    | Anthony McGill |
| 19    | Ali Carter     | 23:23    | Liang Wenbo    |
| 20    | Mark Williams  | 13:13    | David Gilbert  |
| 21    | Joe Perry      | 32:32    | Liang Wenbo    |

| Spiel | Spieler 1      | Ergebnis | Spieler 2      |
| ----- | -------------- | -------- | -------------- |
| 13    | Mark Williams  | 30:30    | Joe Perry      |
| 14    | David Gilbert  | 30:30    | Ali Carter     |
| 15    | Joe Perry      | 13:13    | Li Hang        |
| 16    | Anthony McGill | 23:23    | Ali Carter     |
| 17    | David Gilbert  | 23:23    | Li Hang        |
| 18    | Mark Williams  | 32:32    | Anthony McGill |
| 19    | Ali Carter     | 23:23    | Liang Wenbo    |
| 20    | Mark Williams  | 13:13    | David Gilbert  |
| 21    | Joe Perry      | 32:32    | Liang Wenbo    |

#### Tabelle
| Pos. | Spieler        | Gegner | Gegner | Gegner | Gegner | Gegner | Gegner | Gegner | Partien | Frames | Punkte | Preisgeld NB |
| ---- | -------------- | ------ | ------ | ------ | ------ | ------ | ------ | ------ | ------- | ------ | ------ | ------------ |
| Pos. | Spieler        | CAR    | MCG    | GIL    | MWI    | PER    | WEN    | HAN    | Partien | Frames | Punkte | Preisgeld NB |
| 1    | Ali Carter     |        | 2:3    | 3:0    | 3:0    | 3:0    | 3:2    | 3:1    | 5:1     | 17:6   | 5      | 6500 £       |
| 2    | Anthony McGill | 3:2    |        | 3:2    | 3:2    | 3:2    | 1:3    | 3:1    | 5:1     | 16:12  | 5      | 5100 £       |
| 3    | David Gilbert  | 0:3    | 2:3    |        | 1:3    | 3:2    | 3:0    | 3:2    | 3:3     | 12:13  | 3      | 2500 £       |
| 4    | Mark Williams  | 0:3    | 2:3    | 3:1    |        | 0:3    | 3:2    | 3:1    | 3:3     | 11:13  | 3      | 003200 £ HB  |
| 5    | Joe Perry      | 0:3    | 2:3    | 2:3    | 3:0    |        | 2:3    | 3:1    | 2:4     | 12:13  | 2      | 1200 £       |
| 6    | Liang Wenbo    | 2:3    | 3:1    | 0:3    | 2:3    | 3:2    |        | 2:3    | 2:4     | 12:15  | 2      | 1200 £       |
| 7    | Li Hang        | 1:3    | 1:3    | 2:3    | 1:3    | 1:3    | 3:2    |        | 1:5     | 9:17   | 1      | 0900 £       |

|  | Qualifikation für das Halbfinale der Gruppe 6 |
|  | Qualifikation für Gruppe 7                    |

#### K.-o.-Phase
|  | Halbfinale Best of 5 Frames | Halbfinale Best of 5 Frames | Halbfinale Best of 5 Frames |  |  | Finale Best of 5 Frames | Finale Best of 5 Frames | Finale Best of 5 Frames |
|  |                             |                             |                             |  |  |                         |                         |                         |
|  |                             |                             |                             |  |  |                         |                         |                         |
|  | 1                           | Ali Carter                  | 3                           |  |  |                         |                         |                         |
|  | 4                           | Mark Williams               | 2                           |  |  |                         |                         |                         |
|  |                             |                             |                             |  |  | 1                       | Ali Carter              | 3                       |
|  |                             |                             |                             |  |  | 2                       | Anthony McGill          | 2                       |
|  | 2                           | Anthony McGill              | 3                           |  |  |                         |                         |                         |
|  | 3                           | David Gilbert               | 1                           |  |  |                         |                         |                         |
|  |                             |                             |                             |  |  |                         |                         |                         |

### Gruppe 7
Die Spiele der Gruppe 7 wurden am 30. und 31. März 2021 ausgetragen. Im vierten und letzten Anlauf schaffte es Mark Williams in die Winners’ Group.

#### Gruppenspiele
| Spiel | Spieler 1      | Ergebnis | Spieler 2      |
| ----- | -------------- | -------- | -------------- |
| 1     | Yan Bingtao    | 13:13    | Kurt Maflin    |
| 2     | Neil Robertson | 31:31    | Joe Perry      |
| 3     | Mark Williams  | 13:13    | Kurt Maflin    |
| 4     | David Gilbert  | 13:13    | Anthony McGill |
| 5     | Neil Robertson | 32:32    | Yan Bingtao    |
| 6     | Mark Williams  | 32:32    | Anthony McGill |
| 7     | Neil Robertson | 23:23    | Kurt Maflin    |
| 8     | David Gilbert  | 23:23    | Joe Perry      |
| 9     | Neil Robertson | 30:30    | Mark Williams  |
| 10    | Yan Bingtao    | 13:13    | Joe Perry      |
| 11    | Mark Williams  | 13:13    | David Gilbert  |
| 12    | Anthony McGill | 13:13    | Kurt Maflin    |

| Spiel | Spieler 1      | Ergebnis | Spieler 2      |
| ----- | -------------- | -------- | -------------- |
| 1     | Yan Bingtao    | 13:13    | Kurt Maflin    |
| 2     | Neil Robertson | 31:31    | Joe Perry      |
| 3     | Mark Williams  | 13:13    | Kurt Maflin    |
| 4     | David Gilbert  | 13:13    | Anthony McGill |
| 5     | Neil Robertson | 32:32    | Yan Bingtao    |
| 6     | Mark Williams  | 32:32    | Anthony McGill |
| 7     | Neil Robertson | 23:23    | Kurt Maflin    |
| 8     | David Gilbert  | 23:23    | Joe Perry      |
| 9     | Neil Robertson | 30:30    | Mark Williams  |
| 10    | Yan Bingtao    | 13:13    | Joe Perry      |
| 11    | Mark Williams  | 13:13    | David Gilbert  |
| 12    | Anthony McGill | 13:13    | Kurt Maflin    |

| Spiel | Spieler 1      | Ergebnis | Spieler 2      |
| ----- | -------------- | -------- | -------------- |
| 13    | Anthony McGill | 31:31    | Joe Perry      |
| 14    | Yan Bingtao    | 13:13    | David Gilbert  |
| 15    | Mark Williams  | 23:23    | Joe Perry      |
| 16    | Neil Robertson | 32:32    | David Gilbert  |
| 17    | Yan Bingtao    | 13:13    | Mark Williams  |
| 18    | Neil Robertson | 31:31    | Anthony McGill |
| 19    | David Gilbert  | 03:03    | Kurt Maflin    |
| 20    | Yan Bingtao    | 13:13    | Anthony McGill |
| 21    | Joe Perry      | 23:23    | Kurt Maflin    |

| Spiel | Spieler 1      | Ergebnis | Spieler 2      |
| ----- | -------------- | -------- | -------------- |
| 13    | Anthony McGill | 31:31    | Joe Perry      |
| 14    | Yan Bingtao    | 13:13    | David Gilbert  |
| 15    | Mark Williams  | 23:23    | Joe Perry      |
| 16    | Neil Robertson | 32:32    | David Gilbert  |
| 17    | Yan Bingtao    | 13:13    | Mark Williams  |
| 18    | Neil Robertson | 31:31    | Anthony McGill |
| 19    | David Gilbert  | 03:03    | Kurt Maflin    |
| 20    | Yan Bingtao    | 13:13    | Anthony McGill |
| 21    | Joe Perry      | 23:23    | Kurt Maflin    |

#### Tabelle
| Pos. | Spieler        | Gegner | Gegner | Gegner | Gegner | Gegner | Gegner | Gegner | Partien | Frames | Punkte | Preisgeld NB |
| ---- | -------------- | ------ | ------ | ------ | ------ | ------ | ------ | ------ | ------- | ------ | ------ | ------------ |
| Pos. | Spieler        | BIN    | MWI    | GIL    | PER    | MCG    | ROB    | MAF    | Partien | Frames | Punkte | Preisgeld NB |
| 1    | Yan Bingtao    |        | 3:1    | 3:1    | 3:1    | 3:1    | 3:2    | 3:1    | 6:0     | 18:7   | 6      | 2800 £       |
| 2    | Mark Williams  | 1:3    |        | 3:1    | 3:2    | 2:3    | 3:0    | 3:1    | 4:2     | 15:10  | 4      | 006800 £ HB  |
| 3    | David Gilbert  | 1:3    | 1:3    |        | 3:2    | 3:1    | 3:2    | 3:0    | 4:2     | 14:11  | 4      | 2700 £       |
| 4    | Joe Perry      | 1:3    | 2:3    | 2:3    |        | 3:1    | 3:1    | 3:2    | 3:3     | 14:13  | 3      | 4600 £       |
| 5    | Anthony McGill | 1:3    | 3:2    | 1:3    | 1:3    |        | 3:1    | 3:1    | 3:3     | 12:13  | 3      | 1200 £       |
| 6    | Neil Robertson | 2:3    | 0:3    | 2:3    | 1:3    | 1:3    |        | 3:2    | 1:5     | 9:17   | 1      | 0900 £       |
| 7    | Kurt Maflin    | 1:3    | 1:3    | 0:3    | 2:3    | 1:3    | 2:3    |        | 0:6     | 7:18   | 0      | 0700 £       |

|  | Qualifikation für das Halbfinale der Gruppe 7 |

#### K.-o.-Phase
|  | Halbfinale Best of 5 Frames | Halbfinale Best of 5 Frames | Halbfinale Best of 5 Frames |  |  | Finale Best of 5 Frames | Finale Best of 5 Frames | Finale Best of 5 Frames |
|  |                             |                             |                             |  |  |                         |                         |                         |
|  |                             |                             |                             |  |  |                         |                         |                         |
|  | 1                           | Yan Bingtao                 | 0                           |  |  |                         |                         |                         |
|  | 4                           | Joe Perry                   | 3                           |  |  |                         |                         |                         |
|  |                             |                             |                             |  |  | 4                       | Joe Perry               | 1                       |
|  |                             |                             |                             |  |  | 2                       | Mark Williams           | 3                       |
|  | 2                           | Mark Williams               | 3                           |  |  |                         |                         |                         |
|  | 3                           | David Gilbert               | 1                           |  |  |                         |                         |                         |
|  |                             |                             |                             |  |  |                         |                         |                         |

## Winners’ Group

### Gruppenspiele
Die Sieger der sieben Gruppen qualifizierten sich für die Gruppenphase der Finalrunde und spielten im Round-Robin-Modus um den Einzug ins Halbfinale. Die Spiele fanden am 1. und 2. April 2021 statt.
Die beiden Schotten John Higgins und Graeme Dott qualifizierten sich mit jeweils nur einer Niederlage für die erste K.-o.-Runde, mussten sich dort aber beide geschlagen geben. Das Finale bestritten Kyren Wilson und Mark Williams. 
| Spiel | Spieler 1     | Ergebnis | Spieler 2     |
| ----- | ------------- | -------- | ------------- |
| 1     | Zhou Yuelong  | 13:13    | Judd Trump    |
| 2     | John Higgins  | 13:13    | Mark Williams |
| 3     | Zhou Yuelong  | 32:32    | Graeme Dott   |
| 4     | Kyren Wilson  | 31:31    | Ali Carter    |
| 5     | John Higgins  | 13:13    | Graeme Dott   |
| 6     | Judd Trump    | 03:03    | Ali Carter    |
| 7     | John Higgins  | 03:03    | Zhou Yuelong  |
| 8     | Kyren Wilson  | 23:23    | Mark Williams |
| 9     | Judd Trump    | 13:13    | John Higgins  |
| 10    | Mark Williams | 32:32    | Graeme Dott   |
| 11    | Judd Trump    | 32:32    | Kyren Wilson  |
| 12    | Zhou Yuelong  | 31:31    | Ali Carter    |

| Spiel | Spieler 1     | Ergebnis | Spieler 2     |
| ----- | ------------- | -------- | ------------- |
| 1     | Zhou Yuelong  | 13:13    | Judd Trump    |
| 2     | John Higgins  | 13:13    | Mark Williams |
| 3     | Zhou Yuelong  | 32:32    | Graeme Dott   |
| 4     | Kyren Wilson  | 31:31    | Ali Carter    |
| 5     | John Higgins  | 13:13    | Graeme Dott   |
| 6     | Judd Trump    | 03:03    | Ali Carter    |
| 7     | John Higgins  | 03:03    | Zhou Yuelong  |
| 8     | Kyren Wilson  | 23:23    | Mark Williams |
| 9     | Judd Trump    | 13:13    | John Higgins  |
| 10    | Mark Williams | 32:32    | Graeme Dott   |
| 11    | Judd Trump    | 32:32    | Kyren Wilson  |
| 12    | Zhou Yuelong  | 31:31    | Ali Carter    |

| Spiel | Spieler 1     | Ergebnis | Spieler 2     |
| ----- | ------------- | -------- | ------------- |
| 13    | Mark Williams | 13:13    | Ali Carter    |
| 14    | Kyren Wilson  | 32:32    | Graeme Dott   |
| 15    | Judd Trump    | 31:31    | Mark Williams |
| 16    | John Higgins  | 03:03    | Kyren Wilson  |
| 17    | Judd Trump    | 30:30    | Graeme Dott   |
| 18    | John Higgins  | 03:03    | Ali Carter    |
| 19    | Kyren Wilson  | 23:23    | Zhou Yuelong  |
| 20    | Graeme Dott   | 03:03    | Ali Carter    |
| 21    | Mark Williams | 13:13    | Zhou Yuelong  |

| Spiel | Spieler 1     | Ergebnis | Spieler 2     |
| ----- | ------------- | -------- | ------------- |
| 13    | Mark Williams | 13:13    | Ali Carter    |
| 14    | Kyren Wilson  | 32:32    | Graeme Dott   |
| 15    | Judd Trump    | 31:31    | Mark Williams |
| 16    | John Higgins  | 03:03    | Kyren Wilson  |
| 17    | Judd Trump    | 30:30    | Graeme Dott   |
| 18    | John Higgins  | 03:03    | Ali Carter    |
| 19    | Kyren Wilson  | 23:23    | Zhou Yuelong  |
| 20    | Graeme Dott   | 03:03    | Ali Carter    |
| 21    | Mark Williams | 13:13    | Zhou Yuelong  |

#### Tabelle
| Pos. | Spieler       | Gegner | Gegner | Gegner | Gegner | Gegner | Gegner | Gegner | Partien | Frames | Punkte | Preisgeld NB |
| ---- | ------------- | ------ | ------ | ------ | ------ | ------ | ------ | ------ | ------- | ------ | ------ | ------------ |
| Pos. | Spieler       | HIG    | DOT    | MWI    | KWI    | TRU    | CAR    | ZHO    | Partien | Frames | Punkte | Preisgeld NB |
| 1    | John Higgins  |        | 3:1    | 3:1    | 3:0    | 1:3    | 3:0    | 3:0    | 5:1     | 16:5   | 5      | 6800 £       |
| 2    | Graeme Dott   | 1:3    |        | 3:2    | 3:2    | 3:0    | 3:0    | 3:2    | 5:1     | 16:9   | 5      | 6200 £       |
| 3    | Mark Williams | 1:3    | 2:3    |        | 2:3    | 3:1    | 3:1    | 3:1    | 3:3     | 14:12  | 3      | 9300 £       |
| 4    | Kyren Wilson  | 0:3    | 2:3    | 3:2    |        | 3:2    | 1:3    | 3:2    | 3:3     | 12:15  | 3      | 16.200 £ HB  |
| 5    | Judd Trump    | 3:1    | 0:3    | 1:3    | 2:3    |        | 3:0    | 1:3    | 2:4     | 10:13  | 2      | 2000 £       |
| 6    | Ali Carter    | 0:3    | 0:3    | 1:3    | 3:1    | 0:3    |        | 3:1    | 2:4     | 7:14   | 2      | 1400 £       |
| 7    | Zhou Yuelong  | 0:3    | 2:3    | 1:3    | 2:3    | 3:1    | 1:3    |        | 1:5     | 9:16   | 1      | 1800 £       |

|  | Qualifikation für das Halbfinale der Finalrunde |

### Endrunde
|  | Halbfinale Best of 5 Frames | Halbfinale Best of 5 Frames | Halbfinale Best of 5 Frames |  |  | Finale Best of 5 Frames | Finale Best of 5 Frames | Finale Best of 5 Frames |
|  |                             |                             |                             |  |  |                         |                         |                         |
|  |                             |                             |                             |  |  |                         |                         |                         |
|  | 1                           | John Higgins                | 2                           |  |  |                         |                         |                         |
|  | 4                           | Kyren Wilson                | 3                           |  |  |                         |                         |                         |
|  |                             |                             |                             |  |  | 4                       | Kyren Wilson            | 3                       |
|  |                             |                             |                             |  |  | 3                       | Mark Williams           | 2                       |
|  | 2                           | Graeme Dott                 | 0                           |  |  |                         |                         |                         |
|  | 3                           | Mark Williams               | 3                           |  |  |                         |                         |                         |
|  |                             |                             |                             |  |  |                         |                         |                         |

### Finale
Mark Williams begann das Finale mit einem Century-Break und nachdem er den zweiten Frame stehlen konnte, stand er bereits kurz vor dem Sieg. Kyren Wilson hatte jedoch schon im Halbfinale ein 0:2 gedreht. Im dritten Frame lag er zurück und holte doch noch den Punkt. Mit 143 Punkten am Stück schaffte er den 2:2-Ausgleich und erhöhte damit sein eigenes höchstes Winners’-Group-Break um einen Punkt. Im Entscheidungsframe geriet er erneut in Rückstand, doch wieder konnte Williams seine Chance nicht nutzen. Nach 33 Punkten war Schluss, Wilson konterte mit 94 Punkten und holte sich den Turniersieg. Es war sein zweiter Championship-League-Sieg in Folge, wobei das Turnier im Herbst des Vorjahres in einem abgewandelten Modus gespielt worden war.
| Finale: Best of 5 Frames Schiedsrichter/in: Marcel Eckardt Ballroom, Stadium MK, Milton Keynes, England, 2. April 2021 |                |               |
| Kyren Wilson | 3:2            | Mark Williams |
| 0:137 (127), 57:79 (57, 79), 79:30 (57), 143:0 (143), 94:33 (94)                                                       |                |               |
| 143 | Höchstes Break | 127           |
| 1 | Century-Breaks | 1             |
| 4 | 50+-Breaks     | 2             |

## Century-Breaks

### Qualifikationsgruppen
24 Spieler erzielten in den 7 Gruppenrunden zusammen 128 Century-Breaks.
In Gruppe 1 spielte Stuart Bingham das 165. offizielle Maximum Break, das 8. in seiner Karriere und auch das 8., das in dieser Saison erzielt wurde. Kyren Wilson gelangen bei 4 Gruppenteilnahmen 19 Breaks von 100 oder mehr Punkten.
Judd Trump erhöhte in Gruppe 4 die Zahl seiner Karriere-Centurys auf 778, er rückte damit in der ewigen Bestenliste auf Platz 3 vor und überholte Stephen Hendry.
| Stuart Bingham     | 1471, 136, 132, 127, 112                                                                      |
| Mark Selby         | 1445, 137 (2×), 133, 109, 108, 101                                                            |
| Zhao Xintong       | 1443, 110, 104, 100                                                                           |
| Gary Wilson        | 1432, 138, 103                                                                                |
| Kyren Wilson       | 142, 136, 133, 132, 130, 129, 128, 126 (2×), 124, 123, 121, 116, 113, 110, 105, 103, 100 (2×) |
| Tom Ford           | 1424, 131 (2×), 113, 101                                                                      |
| Matthew Selt       | 142, 104 (2×)                                                                                 |
| Ali Carter         | 141, 115, 111, 109, 106, 104, 102                                                             |
| Ronnie O’Sullivan  | 140, 132, 125, 124, 122, 114, 102                                                             |
| Mark Williams      | 1397, 1386, 134, 133, 120, 114, 110, 108, 106, 105, 103, 102                                  |
| Judd Trump         | 138, 131, 116, 115, 108, 102                                                                  |
| John Higgins       | 137, 127, 119, 112 (2×), 105 (2×), 104, 103, 101, 100                                         |
| Graeme Dott        | 135, 106, 103                                                                                 |
| David Gilbert      | 133, 118, 111, 105 (2×), 101, 100                                                             |
| Kurt Maflin        | 133                                                                                           |
| Zhou Yuelong       | 131, 125, 110                                                                                 |
| Scott Donaldson    | 130, 122, 103                                                                                 |
| Yan Bingtao        | 128, 125                                                                                      |
| Anthony McGill     | 123, 116, 113, 109, 101, 100                                                                  |
| Joe Perry          | 120, 114, 109, 107                                                                            |
| Barry Hawkins      | 114                                                                                           |
| Thepchaiya Un-Nooh | 107, 106, 105 (2×)                                                                            |
| Neil Robertson     | 105, 104, 100 (2×)                                                                            |
| Jack Lisowski      | 104                                                                                           |

x die hochgestellte Zahl markiert das jeweils höchste Break in Gruppe x

### Winners’ Group
6 der 7 Teilnehmer gelangen Century-Breaks, 19 Stück wurden insgesamt erzielt. Im Halbfinale übertraf Kyren Wilson das höchste Gruppenrundenbreak von Graeme Dott von 141 Punkten am Stück um einen Punkt und im Finale erhöhte er noch einmal um eins auf 143 Punkte. Der unterlegene Finalist Mark Williams war mit 6 Centurys am erfolgreichsten. Im gesamten Turnierverlauf hatte Kyren Wilson aber 23 dreistellige Breaks erzielt und damit einen neuen Rekord bei einem Profiturnier aufgestellt.
| Kyren Wilson  | 143, 142, 135, 107           |
| Graeme Dott   | 141                          |
| Judd Trump    | 137, 131, 120, 102, 100      |
| Mark Williams | 131, 127 (2×), 122, 114, 106 |
| Zhou Yuelong  | 131, 113                     |
| John Higgins  | 131                          |